# Селлерс, Питер
Пи́тер Се́ллерс (англ. Peter Sellers, при рождении Ричард Генри Селлерс — англ. Richard Henry Sellers; 8 сентября 1925 — 24 июля 1980) — английский актёр и комик. Наибольшую и общемировую известность ему принесли образы доктора Стрейнджлава из одноимённого фильма Стэнли Кубрика, и придурковатого инспектора Клузо в фильме Блейка Эдвардса «Розовая пантера» 1963 года и его продолжениях.
Командор ордена Британской империи (1966). Неоднократный номинант премий «Оскар» (1960, 1965 и 1980), «Золотой глобус» (1963, 1965, 1976, 1977, 1980 — выиграл), премии Британской киноакадемии (1960 — выиграл, 1963, 1965, 1981) и других. Получил «Золотой глобус» (1980) за главную мужскую роль в фильме-притче «Будучи там».

## Биография
Ричард Генри Селлерс родился в семье водевильных комиков (его отец был протестантом, а мать — еврейкой) и впервые оказался на сцене в возрасте двух дней. С раннего детства проявлял талант к имитации, подражанию и пародии. Во время войны служил в специальном актёрском подразделении ВВС. Выступал в варьете, с 1948 работал на радио Би-Би-Си. Начинал свою карьеру как популярный ведущий развлекательных программ вместе со Спайком Миллиганом и Гарри Секомбом в передаче The Goon Show.
Псевдоним Питер появился ещё в раннем детстве, так его называли родители в память о рано умершем брате Питере.
Первыми успешными фильмами Селлерса были английские комедии «Убийцы леди», «Рёв мыши» (где он сыграл три роли) и «Миллионерша» с Софи Лорен.

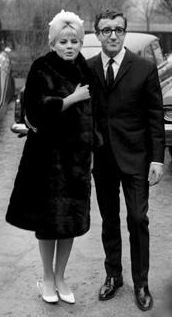
Питер Селлерс и его супруга Бритт Экланд (1964 год)

В 1962 году Стэнли Кубрик пригласил Селлерса сыграть Клэра Куилти в «Лолите» c Джеймсом Мэйсоном и Шелли Уинтерс. Кубрик видел Селлерса в его более ранних фильмах и был заинтригован его талантом перевоплощения. Селлерс, тем не менее, опасался, что он не потянет роль богемного американского драматурга, и не был уверен в том, что ему стоит её играть. В конце концов Кубрику удалось убедить Селлерса не только взять эту роль, но и в значительной степени сымпровизировать её. Кубрик значительно расширил роль Куилти по сравнению с романом Набокова. Он добавил в сценарий несколько эпизодов, где тот выдаёт себя за других людей, чтобы Селлерс продемонстрировал умение менять свой акцент и внешний вид. По мере съёмок фильма Селлерс начал получать удовольствие от игры и, по словам Кубрика, достиг состояния «комического экстаза».
В очередном фильме Кубрика, сатирической комедии «Доктор Стрейнджлав, или Как я перестал бояться и полюбил бомбу», Селлерс сыграл трёх совершенно различных персонажей: президента США Меркина Маффли, полковника авиации, англичанина Лайонела Мэндрэйка и безумного полупарализованного немецкого учёного-ядерщика доктора Стрейнджлава. Первоначально планировалось, что Селлерс сыграет также майора Т. Дж. Конга, но он повредил ногу и не смог сниматься в довольно тесных декорациях кабины бомбардировщика. За эти три роли Селлерс был номинирован на премию «Оскар». В этом фильме Селлерсу также была дана возможность импровизировать.
В 1963 году снялся у Блейка Эдвардса в комедийном детективе «Розовая пантера». Роль инспектора Клузо в этом фильме первоначально была задумана как второстепенная (и предложена Питеру Устинову), но именно она сделала Селлерса международной звездой, а сама лента пользовалась такой популярностью, что за ней последовала серия продолжений, снимавшихся до самой смерти актёра и даже после неё: «Выстрел в темноте» (1964), «Возвращение Розовой пантеры» (1975) и др.
В конце 1960-х годов он стремился играть не характерные, а героико-романтические роли, что привело к серии провальных с точки зрения критиков проектов, самый громкий из которых — «Казино Рояль» (Casino Royale, 1967). Однако. это один из наиболее выгодных для Селлерса-актера фильмов. Он снялся в нем с правом на 3% от дохода, и к 2011 году сумма выплат перевалила уже за 120 млн фунтов (деньги продолжает получать дочь и единственная наследница Селлерса Кэсси Унгер). Сам фильм при бюджете в $12 млн собрал более $41 млн, став одним из самых кассовых фильмов года.
Селлерс скончался от третьего инфаркта в возрасте 54 лет в июле 1980 года. По воле самого актёра на его похоронах звучала песня Гленна Миллера In the Mood. После его смерти Блейк Эдвардс смонтировал из неиспользованных ранее эпизодов и нового материала фильм «След Розовой пантеры» (1982).
Второй женой Селлерса была актриса Бритт Экланд, их общая дочь Виктория также стала актрисой.

## Память
В 2004 году вышел посвящённый актёру фильм «Жизнь и смерть Питера Селлерса», роль самого Питера Селлерса в котором исполнил Джеффри Раш.

## Избранная фильмография
| Год  |   | Русское название                                               | Оригинальное название                                                | Роль                                                                           |
| ---- | - | -------------------------------------------------------------- | -------------------------------------------------------------------- | ------------------------------------------------------------------------------ |
| 1955 | ф | Замочить старушку                                              | The Ladykillers                                                      | Гарри Робинсон                                                                 |
| 1957 | ф | Голая правда                                                   | The Naked Truth                                                      | Сонни Макгрегор                                                                |
| 1958 | ф | Мальчик-с-пальчик                                              | tom thumb                                                            | Энтони                                                                         |
| 1959 | ф | Рёв мыши                                                       | The Mouse That Roared                                                | герцогиня Глориана XII / премьер-министр граф Руперт Маунтджой / Талли Баскомб |
| 1959 | ф | Я в порядке, Джек!                                             | I’m All Right, Jack                                                  | Фред Кайт / сэр Джон Кеннэвей                                                  |
| 1960 | ф | Миллионерша                                                    | The Millionairess                                                    | доктор Ахмед эль-Кабир                                                         |
| 1962 | ф | Дорога в Гонконг                                               | The Road to Hong Kong                                                | индийский врач                                                                 |
| 1962 | ф | Лолита                                                         | Lolita                                                               | Клэр Куилти                                                                    |
| 1963 | ф | Розовая пантера                                                | The Pink Panther                                                     | инспектор Клузо                                                                |
| 1964 | ф | Доктор Стрейнджлав, или Как я перестал бояться и полюбил бомбу | Dr. Strangelove or: How I Learned to Stop Worrying and Love the Bomb | полковник Лайонел Мандрейк / президент Меркин Маффли / доктор Стрейнджлав      |
| 1964 | ф | Выстрел в темноте                                              | A Shot in the Dark                                                   | инспектор Клузо                                                                |
| 1965 | ф | Что нового, киска?                                             | What’s New, Pussycat                                                 | доктор Фриц Фассбендер                                                         |
| 1966 | ф | В погоне за «Лисом»                                            | After the Fox                                                        | Альдо Вануччи                                                                  |
| 1967 | ф | Казино «Рояль»                                                 | Casino Royale                                                        | Эвелин Трембл                                                                  |
| 1967 | ф | Семь раз женщина                                               | Woman Times Seven                                                    | Жан                                                                            |
| 1968 | ф | Вечеринка                                                      | The Party                                                            | Хрунди В. Бакши                                                                |
| 1969 | ф | Чудотворец                                                     | The Magic Christian                                                  | сэр Гай Грэнд                                                                  |
| 1970 | ф | Хоффман                                                        | Hoffman                                                              | Бенджамин Хоффман                                                              |
| 1970 | ф | Эй! В моем супе девушка                                        | There's a Girl in My Soup                                            | Роберт Денверс                                                                 |
| 1972 | ф | Алиса в стране чудес                                           | Alice’s Adventures in Wonderland                                     | Мартовский Заяц                                                                |
| 1975 | ф | Возвращение Розовой пантеры                                    | The Return of the Pink Panther                                       | инспектор Клузо                                                                |
| 1976 | ф | Ужин с убийством                                               | Murder by Death                                                      | инспектор Сидни Ван                                                            |
| 1976 | ф | Розовая пантера наносит новый удар                             | The Pink Panther Strikes Again                                       | инспектор Клузо                                                                |
| 1978 | ф | Месть Розовой пантеры                                          | Revenge of the Pink Panther                                          | инспектор Клузо                                                                |
| 1979 | ф | Будучи там                                                     | Being There                                                          | Чанс                                                                           |
| 1980 | ф | Дьявольский заговор доктора Фу Манчу                           | The Fiendish Plot of Dr. Fu Manchu                                   | инспектор Нейланд Смит / доктор Фу Манчу                                       |
| 1982 | ф | След Розовой пантеры                                           | Trail of the Pink Panther                                            | инспектор Клузо                                                                |